# 澤萊內哈伊 (瓦西里基夫卡市鎮)
48°10′45″N 35°44′4″E / 48.17917°N 35.73444°E
澤莱内哈伊（烏克蘭語：Зелений Гай），是烏克蘭中部第聶伯羅彼得羅夫斯克州錫內利尼科韋區瓦西里基夫卡市镇的村落。處於中捷爾薩河畔，距離舍夫琴基夫西克0.5公里，2001年人口7。